# الحرب العالمية الرابعة (فلم 2003)
الحرب العالمية الرابعة (بالإنجليزية: The Fourth World War) هو فيلم وثائقي من إنتاج عام 2003 وإخراج ريتشارد رولي.

## روابط خارجية
- مقالات تستعمل روابط فنية بلا صلة مع ويكي بيانات